# خاوی فورخان
خاوی فورخان (انگلیسی: Javi Forján؛ زادهٔ ۵ مهٔ ۱۹۹۵) بازیکن فوتبال اهل اسپانیا است.
از باشگاه‌هایی که در آن بازی کرده‌است می‌توان به باشگاه فوتبال خرز اشاره کرد.